# 1776 au théâtre
| Années du théâtre : 1773 - 1774 - 1775 - 1776 - 1777 - 1778 - 1779    |
| Décennies du théâtre : 1740 - 1750 - 1760 - 1770 - 1780 - 1790 - 1800 |

## Pièces de théâtre représentées
- 8 février : Stella (écrit en 1775), drame de Goethe, Hambourg.
- 13 mai : L'École des mœurs, ou les Suites du libertinage, drame de Charles-Georges Fenouillot de Falbaire de Quingey, Paris, Comédie-Française.
- 21 novembre : Les Folies amoureuses de Jean-François Regnard, Paris, Comédie-Française, avec Dazincourt dans le rôle de Crispin.

## Décès
- 25 août : Germain François Poullain de Saint-Foix, dramaturge français, né le 5 février 1698.